# Waverly Hills Sanatorium
Le sanatorium de Waverly Hills est un ancien sanatorium construit en 1910 et situé au 4400 Paralee Dr à Louisville, Kentucky, États-Unis. Ce lieu est réputé pour être hanté.

## Histoire

### Besoins Sanitaires
En 1883, à l'emplacement du sanatorium, un certain major Thomas H. Hays fit construire sur une colline de Louisville sa propriété, ainsi qu'une école pour ses filles car la maison était trop loin de toutes les écoles existantes. L'enseignante embauchée baptisa cette école « Waverley School » en raison de son goût pour le roman « Waverley ». 
Cependant au début des années 1900, la région du comté de Jefferson fut ravagée par la tuberculose que l'on surnommait la « peste blanche et noire ». Cette épidémie accéléra la décision de construire cette bâtisse sur l'ancienne demeure de Monsieur Hays afin de soigner en masse les patients atteints, qui seront nommés plus tard "esprits dangereux". Le sanatorium ouvrit ainsi ses portes début 1910. L'hôpital était destiné, en premier lieu, à soigner des malades en cure atteints par la tuberculose.
L'hôpital connut une certaine notoriété dans la lutte contre cette maladie, il était de bon ton de croire à l'époque que la maladie se soignait avec beaucoup d'air frais, une nourriture saine, un endroit calme et reposant.
Cependant, l'hôpital dut fermer ses portes en 1962 ; en effet, grâce aux progrès thérapeutiques effectués dans le domaine de la médecine, la streptomycine devint le médicament le plus efficace pour combattre la terrible maladie.

Logo Sanitarium Waverly Hills 1926

### Soins contre la tuberculose
Le lieu était équipé afin de pouvoir traiter au mieux la Tuberculose et les affections dont souffraient les patients présents.
L'hôpital pratiquait diverses opérations médicales:
- Lobectomie et Pneumonectomie
- Ablation du Nerf phrénique
- Héliothérapie
- Thoracoplastie
- méthode de soin du Pneumothorax: artificiel, via appareillage spécifique pour provoquer l'affaissement du poumon touché et ainsi éviter que la maladie n'empire (en l'état des connaissances médicales de l'époque).

Enfin le Sanatorium proposait simplement au patients de faire des cures de "bon air, bonne nourriture" sous la surveillance du personnel médical compétent.

## Architecture

### Bâtiments originels
Les plans furent conçus par les architectes James J. Gaffney et Xavier Murphy.

### Extensions
Le premier bâtiment fut achevé le 21 décembre 1912, il comprenait un bâtiment administratif et deux pavillons de chaque côté du bâtiment principal. Quarante patients pouvaient y loger.
Le personnel administratif de l'époque comportait un médecin, une infirmière et trois infirmières étudiantes. Au premier étage du bâtiment principal se trouvaient des bureaux, la pharmacie, une salle de classe et des laboratoires. L'étage supérieur était la zone de vie réservée aux infirmières.
Quelque peu dépassé par l'ampleur de l'épidémie, l'hôpital s'est agrandi, d'abord en 1915, un pavillon avec une bibliothèque et une aire de jeu destinée aux enfants; puis par de grands travaux débutés en mars 1924 pour élever le bâtiment à cinq étages. Le nouveau sanatorium fut ouvert le 17 octobre 1926,.

## Projets de réhabilitation du Site

### Woodhaven Geriatrics Hospital
Les bâtiments furent rouverts en 1962 sous le nom de Woodhaven Geriatrics hospital en tant qu'hôpital gériatrique, mais à la suite de nombreuses plaintes pour mauvais traitements envers les malades, l'hôpital fut contraint de fermer définitivement ses portes en 1981. Des légendes urbaines sont nées à ce moment-là, laissant croire que les lieux étaient devenus un asile d'aliénés et de fous.

### Prison
Deux ans après la fermeture de Woodhaven, en 1983, le domaine fut racheté par Clifford Todd, qui voulait en faire une prison d'État.
Ce projet fut un échec notamment car il se heurta à l'opposition de riverains; et pour se renflouer, Clifford Todd tenta d'en faire une résidence avec appartements : ce fut un échec faute de fonds suffisants pour monter l'opération.

### La statue
En 1996, Robert Alberhasky eut l'idée d'un projet en deux temps pour Waverly hills. La première phase consisterait à y ériger une statue de 46 m de haut, statue représentant le Christ Sauveur, à l'image de la fameuse statue du Christ Rédempteur à Rio de Janeiro au Brésil.
La deuxième phase du projet, quant à elle, était beaucoup plus mercantile : une chapelle, une boutique de souvenirs, des échoppes devaient y être construites.
Une fois de plus, et comme tous les autres projets avant, ce fut un échec. Le propriétaire laissa ainsi les bâtiments se dégrader au fil du temps, laissant même le bâtiment à la merci de vandales qui saccageaient l'intérieur des lieux.
Au bout d'un an d'exploitation, et afin de récupérer sa mise, Alberhasky tenta de détruire les bâtiments en minant la base de l'immeuble pour le raser, dans l'espoir de revendre les terrains un bon prix.
Il fut stoppé par une condamnation judiciaire sur demande du Registre national des lieux historiques, l'équivalent de la commission nationale des monuments historiques française.

### Restauration des bâtiments
En 2001, de nouveaux propriétaires, Charlie et Tina Mattingly, rachètent la demeure et envisagent  de transformer l'endroit en un luxueux hôtel 4 étoiles.
Aujourd'hui, Waverly Hills Sanatorium est en cours de restauration par son actuel propriétaire. Il offre une variété de circuits et séjours au sanatorium, en exploitant commercialement, le côté de "lieu hanté pour attirer les enquêteurs paranormaux ou simples curieux".

## Folklore et légendes urbaines

### Le tunnel
Ce qui est vrai :
Face à la montée de la mortalité au sein de l'hôpital, il fut décidé de construire un tunnel nommé Body Chute ou encore Death tunnel (« Tunnel de la mort »), destiné à la collecte des cadavres.
Légende urbaine :
Les corps étaient transportés de nuit pour ne pas effrayer les patients. Le titre du film d'horreur « Death tunnel » fait d'ailleurs référence à ce fameux tunnel (le tournage a eu lieu dans l'hôpital et dans le tunnel).

### La chambre 502
Une des légendes les plus connues du sanatorium est celle de la chambre 502, située au cinquième étage. Celle-ci raconte que deux infirmières du sanatorium se sont suicidées dans cette chambre, l'une âgée de 29 ans se serait pendue en 1928 car enceinte à la suite d'une relation avec le directeur de l'hôpital mais non mariée, ce qui était à l'époque mal vu; elle aurait été de surcroît à son tour atteinte de la tuberculose.[réf. nécessaire] L'autre, sans raison connue, aurait sauté par la fenêtre, dans les bras de Bonaventura, qui n'a pas réussi à la rattraper, ce qui entraîna sa mort.[réf. nécessaire]
Celle-ci a attiré beaucoup de personnes curieuses mais tous ceux qui sont rentrés ont vu des ombres se déplacer dans la chambre et ont entendu des voix dire "Sortez ! "

### La cour du toit
Il paraîtrait que les enfants chantaient une chanson, « ring around the rosie » qui signifie rond sur le dos de la main (les enfants étaient atteints de la tuberculose) en faisant la ronde . Encore maintenant, des personnes témoigneraient qu'ils entendent des enfants chanter une chanson en haut de ce toit.

### Le Rampeur
D'après les témoignages de divers visiteurs, une créature nommée le Rampeur. Il aurait élu domicile au troisième étage, lorsque l'on y va il apparait dans un des coins de la pièce debout, se laisse tomber au sol puis rampe dans la pièce. Il peut aussi ramper au plafond.

## Dans la fiction
- 2005 : Le Tunnel de la mort
- 2007 : Pandemonium
- 2012 : American Horror Story : Asylum
- 2015 : Supernatural - saison 11 épisode 23
- 2019 : Kindred Spirits (Duo de l'au-delà) - Saison 3 épisode 5
- 2023 : Living for the Dead - Saison 1 épisode 4